# Английская музыка
Английская музыка — традиционная английская музыка и музыка, созданная на её основе (например, кэрол). Часто перекликается с духовной (англиканской церковной и паралитургической), а позднее — с неакадемической (лёгкой) музыкой. Важной частью английской народной музыки являются морские песни шанти, джига, хорнпайп и ритуальный танец моррис. Она развивалась в тесном взаимодействии с шотландской, ирландской и уэльской традиционными музыками.

## Характерные особенности
- Использование ионийского, дорийского и миксолидийского ладов. В песнях также используется пентатоника.
- Преобладание вокала над инструментальной музыкой, присутствуют элементы многоголосия.
- Простая ритмика: 4/4, 6/8 и 3/4 сложные размеры — 5/4 и 7/8 используются редко[1].
- Музыкальные инструменты: свирель (англ. pipe), флейта (англ. recorder), скрипка, барабан (англ. tabor)[1].

## История

### Происхождение
Строго говоря, английская народная музыка появляется после прибытия англов на британские острова в 400-х годах н.э. С принятием христианства на Британских островах появляется церковная музыка, а после 1066 года усиливается нормандское влияние, появляются менестрели. Находясь на службе у крупных феодалов, они участвовали в исполнении мистерий, разыгрывали сцены из евангельских сказаний. Изначально церковь не поощряла игру на музыкальных инструментах и жестоко преследовала менестрелей, например, в трактате архиепископа Солсберийского 1303 года, говорится о прямой угрозе, которую могли представлять менестрели для прочности устоев церкви и государства. Однако, как свидетельствуют историки, были исключения. Так, Шернборнский епископ Олдем для привлечения молящихся сам играл на «языческой» арфе, а епископ Данстан для той же цели сконструировал эолову арфу и поместил её в стене собора. Тем не менее, к XII—XIII векам отношение церкви к музыке налаживается.

### XVI—XVIII века
Данный период по праву называют золотым веком Англии, что касается и английской музыки. С ростом национального самосознания возникает интерес к народной музыке и национальной литературе, что способствует постепенному ослаблению французского влияния. Укрепляются творческие позиции английских композиторов, завоёвывающих симпатии средних слоев обращением к национальной традиции, разработкой в профессиональной музыке фольклорных мотивов. В то же время в народную культуру проникают множество придворных песен и танцев. Именно в XVI веке, по преданию, король Генрих VIII сложил балладу «Зелёные рукава» (англ. Greensleeves), посвящённую своей возлюбленной и впоследствии жене Анне Болейн и впоследствии приобретшей статус народной. Также перу Генриха VIII принадлежит баллада «Pastime with Good Company».
В XVI веке на основе английских народных танцев возникает бальный танец контрданс (от англ. country dance — деревенский, народный танец), первое упоминание которого относится к 1579 году. В 1651 году композитор и издатель музыкальной литературы Джон Плейфорд сделал первую обработку контрданса, включив её в свой сборник и самоучитель танцев англ. English dance master (впоследствии неоднократно переиздававшимся). Контрданс представляет из себя парный танец, в ходе которого исполнители образуют круг или две противоположные линии. Размер контрданса преимущественно 2/4 и 6/8. На протяжении XVII и XVIII веков контрданс получает распространение по всей Европе (наибольшую популярность танец достиг в 1750-1762 гг.), но к 1830-м годам утрачивает популярность. Кроме того, в XVII веке популярность на балах достигает джига, она же жига. В совокупности бальные танцы английского (в том числе — народного) происхождения в Европе стали называть словом «англез» (фр. anglaise, с фр. — «английский»), хотя в конце XVII-начале XVIII века (в том числе и петровской России) этим словом обозначался бальный танец экосез шотландского происхождения.

### XIX век
В XIX веке, в связи с оттоком сельского населения в города, начинается упадок английской народной музыки, достигший своего апогея в конце столетия. Тем не менее, в это время появляются первые исследования по английскому музыкальному фольклору: так, в 1843 году Джон Бродвуд записал мелодии и текста 16 крестьянских песен из Суррея и Суссекса, вошедшие в изданный в том же году памфлет «Old English Songs»; а впоследствии, в 1893 году, вошедшие в сборники «Песни жителей английских графств» (англ. English county songs), изданные Люси Бродвуд и Дж. А. Фуллер-Мейтлендом.

### Британский фолк-ривайвл (начало-середина XX века)
Английская народная музыка характеризуется двумя этапами популяризации. Первый этап связан главным образом с именем академика Сесила Шарпа (1859—1924). Он включает в себя сбор, каталогизацию и дальнейшую публикацию народных песен и мелодий в различных сборниках, пик данного этапа приходится на 1910 год. Всего в период с 1903-го по 1924 год Шарп записал около 3000 народных песен Великобритании (помимо английских, также шотландские, валлийские и ирландские). Что интересно, помимо собственно народных песен и мелодий, Шарп включил в свой каталог и собственные фортепианные мелодии. В 1898 году Шарп создаёт «Общество народной песни», занимавшееся пропагандой английского фольклора до 1970-х годов, а в 1911 году — «Общество английского народного танца» (с 1932 года — Общество английского народного танца и песни).
Второй этап связан с крупными концертами английской музыки, которые начались с появления Copper Family в Альберт-Холле в 1952 году. Одним из главных фигур британского фолк-ривайвла является Юэн Макколл (настоящее имя — Джимми Миллер), основатель фолк-клуба «Ballads and Blues Club» и коммунист по взглядам. Маккол в ответ на всплеск популярности американской фолк-музыки в стране требовал исполнять только английскую народную музыку. Какое-то время фолк-клубы были популярны и даже слыли модными заведениями.

## Британская фолк-музыка

### Прогрессив-фолк
В Великобритании термин «прог-фолк» (в России более употребителен термин «прогрессив-фолк») применяли в отношении традиционной народной музыки, исполняемой с какими-либо стилистическими, либо тематическими инновациями. Оригинальное же значение термина происходит от приверженности исполнителей американского фолк-ривайвла 1930-х к прогрессивизму. Основным направлением в Британии, возникшем из такого непродолжительного явления, как скиффл (1956—1959 годы), стали акустические перепевки американского прогрессив-фолка. Переломным моментом в развитии прог-фолка было появление американской контркультуры и британского андеграунда в середине 1960-х. Термин «прогрессивный» тогда стали применять в отношении психоделической музыки, появившейся на поп-, рок- и фолк-сценах.
В начале 1960-х большинство исполнителей занималось психоделической музыкой, однако некоторые из них находились между традиционной и прогрессивной музыкой. Это особенно заметно у Дэйви Грэма, Мартина Карти, Берта Дженша и Джона Ренборна, которые смешивали различные формы американской музыки с английским фолком, создавая, таким образом, своеобразную форму фингерстайл-гитары, известной под названием «фолк-барокко». Музыканты экспериментировали с элементами средневековья, блюза и джаза, в попытке направить британскую музыку на новые неизведанные территории. Своеобразным манифестом прогрессив-фолка стал альбом Грэма и Ширли Коллинз «Folk Roots, New Routes» 1964 года.
С середины 1960-х как в США, так и в Великобритании наблюдался всплеск психоделической музыки на фолк и рок-сценах. Под эту волну попали и особо значимые британские фолк-исполнители, такие как Donovan (с 1966) и Incredible String Band (с 1967).
Влияние на английский прогрессив-фолк оказал и джаз. Плодом подобного слияния стал образовавшийся в 1967 году джаз-бэнд «Pentangle», названный в честь одноимённого символа на рыцарском гербе сэра Гавейна, персонажа поэмы «Сэр Гавейн и Зеленый рыцарь». В нём играл и Джон Ренборн.
В конце 1960-х и начале 1970-х произошёл короткий расцвет прог-фолка в Великобритании и Ирландии, появились группы Third Ear Band и Quintessence, за которыми последовали более абстрактные и с восточным влиянием Comus, Dando Shaft, Trees, Spirogyra, Forest и Jan Dukes de Grey. Значимые работы в стиле фолк-барок появились в начале 1970-х у Ника Дрейка и Джона Мартина. Фолк-группы начали «электрифицировать» своё звучание, подобно дуэту Tyrannosaurus Rex. Таким образом, прогрессив-фолк оказал значительное влияние на рок-музыку. Другие, вероятно, под влиянием электрик-фолка, разработанного группами Fairport Convention и Steeleye Span, стали исполнять более традиционный материал, в их числе Amazing Blondel и Jack the Lad. Тем не менее, собственно сам прогрессив-фолк к середине 1970-х угас, исполнители фолк-рока утратили связь с народной традицией, а их творчество фактически превратилось в самопародию.

### Электрик-фолк
Начиная с конца 1960-х, основываясь на американском фолк-роке, песни стали исполняться в современной обработке; это было рождением жанра электрик-фолка. В 1970-х жанр развивался в окружающих кельтских культурах Бретани, Ирландии, Шотландии, Уэльса и острова Мэн. К началу 1980-х его популярность снизилась, но возродилась к середине десятилетия.

### Фолк-панк
Фолк-панк приобрёл популярность в начале 1980-х, с успехом The Pogues, The Men They Couldn’t Hang, Oysterband и Билли Брэгга.

### Фолк-метал
Ранним примером фолк-метала является группа Skyclad, дебютный альбом которой (1991) считается одним из первых релизов в жанре.

## Фолк-клубы
В конце 1950-х в Великобритании возникла целая сеть так называемых фолк-клубов, расположенных в основном в городах. В начале 1960-х в этих клубах исполняли американскую народную музыку и прог-фолк, однако к середине того же десятилетия доминирующим в «политике клубов» стал британский фолк.

## Жанры

### Баллады
В Англии баллады известны издавна, в XIX веке считали, что баллада принесена нормандскими завоевателями, а здесь уже потом получила колорит мрачной таинственности. Сама природа Англии, внушала бардам этих стран настроение, сказывавшееся в изображении кровавых битв и ужасных бурь. Наиболее известны баллады о Робине Гуде, о любовнице Генриха II Розамунде и о короле Эдуарде IV. В XVIII-XIX веках начали складываться баллады, основанные на реальных событиях, например, по громкому убийству крестьянки Марии Мартен в 1827 году, ставшей известным как «Убийство в Красном Амбаре».

### Кэрол
Кэрол — английская паралитургическая рождественская песня, родственная восточнославянской колядке. Песни в жанре кэрол был распространён в Англии в XII-XVI веках. Со второй половины XVII в. словом «кэрол» стали называть анонимные («народные») песни на рождественские темы, написанные в строфической форме. В XVII — начале XIX вв. такие кэролы исполнялись сельскими хорами на Рождество и были похожи на (англиканские метризованные) псалмы и гимны, которые община пела в другое время года, на другие праздники.

### Хорнпайп
Хорнпайп — народный танец под синкопированную мелодию, название которого произошло от названия древнего валлийского и шотландского музыкального духового язычкового инструмента. Известен с XV века, особо популярен был в XVI—XIX веках. Требует небольшого пространства для исполнения, близок к джиге; изначально был сольным мужским танцем, но известны и парные, и парные круговые версии.

### Джига
Джига — быстрый старинный британский танец кельтского происхождения. Музыкальный размер 3/8, 6/8, 9/8 или 12/8 (в зависимости от разновидности). В настоящее время джига является одной из основных мелодий исполнения ирландских и шотландских танцев.

### Моррис
Моррис — старинный ритуальный танец, исполняемый в белых костюмах и привязанными к голеням колокольчиками. В руках исполнители держат палки или ленты. Судя по всему, имеет протоиндоевропейское происхождение и языческие корни, так как схож с румынским ритуальным танцем «кэлушул» и болгаро-македонскими «русалийскими играми».

### Шанти
Шанти́ (англ. shanty, chanty) — песни, исполнявшиеся британскими моряками во время вахты. Их ритм помогал морякам синхронизировать темп своей работы. Зачастую структура шанти построена по принципу «вопрос-ответ»: запевала (англ. shantyman) поёт строку, а хор поёт следующую. Самой известной песней в этом жанре является «15 человек на сундук мертвеца», написанная Робертом Льюисом Стивенсоном для своего романа «Остров сокровищ».

## Английская народная музыка в мире
Будучи привнесённой английскими колонистами в Северную Америку и Австралию, английская народная музыка легла в основу американской, канадской и австралийской народной музыки.
Хорнпайп, танец английских моряков в сочетании с русской пляской породила русский матросский танец «Яблочко».

## Издания
- Secular polyphony, 1380–1480, edited by David Fallows. London: Stainer & Bell, 2014 (= Musica Britannica, vol.97)